# Aleksander Stavre Drenova
Aleksander Stavre Drenova (pseudonim Asdreni), (ur. 11 kwietnia 1872 we wsi Drenovë, zm. 11 grudnia 1947 w Bukareszcie) – albański poeta. Stworzył między innymi słowa hymnu narodowego Albanii Hymni i Flamurit. Pisał w dialekcie toskijskim języka albańskiego, a jego ulubioną formą wiersza był sonet.

## Życiorys
Urodził się we wsi Drenova niedaleko miasta Korcza. W tejże wsi uczęszczał do greckiej szkoły. Gdy miał 13 lat, zaczął naukę w szkole w Korczy, ale niedługo później ją zakończył, gdyż zmarł jego ojciec. W 1885 roku przeprowadził się do Bukaresztu, gdzie mieszkali jego dwaj starsi bracia. Tam zetknął się z aktywnym środowiskiem albańskich pisarzy i nacjonalistów.
Po uzyskaniu przez Albanię niepodległości Asdreni wrócił w do kraju, lecz od 1920 ponownie znalazł się w Bukareszcie, gdzie brał czynny udział w albańskim ruchu narodowym. Od marca 1922 roku pracował w albańskim konsulacie w Bukareszcie jako sekretarz. Odwiedził Albanię jeszcze raz w 1937 roku podczas obchodów dwudziestopięciolecia niepodległości, w płonnej nadziei uzyskania emerytury od rządu. Zmarł w biedzie w 1947 roku w Rumunii.
W 1904 roku Asdreni opublikował pierwszy tom dziewięćdziesięciu dziewięciu wierszy Rreze dielli (Promienie słońca), dedykowany Skanderbegowi, narodowemu bohaterowi Albanii. Drugi tom dziewięćdziesięciu dziewięciu wierszy, Ëndrra e lotë (Sny i łzy), opublikował w 1912 roku i zadedykował Edith Durham. Trzeci zbiór poezji, Psallme murgu (Psalmy mnicha), wydał w 1930 roku, a czwarty i ostatni, Kambana e Krujës (Dzwon z Krui), w 1937 roku.